# Peroxidace lipidů

Mechanismus peroxidace lipidů

Peroxidace lipidů (zkráceně peroxidace) je oxidační degradace lipidů. Jedná se o proces, kdy volné radikály „kradou“ elektrony lipidům v buněčných membránách, což vede k poškození buněk. Proces probíhá mechanismem řetězové reakce volných radikálů. Nejčastěji postihuje vícenenasycené mastné kyseliny, protože obsahují větší počet dvojných vazeb, mezi nimiž se nacházejí methylenové skupiny -CH2- se zvláště reaktivními vodíky. Stejně jako všechny radikálové reakce, i tato reakce se skládá ze tří hlavních kroků: iniciace, propagace a terminace.

## Iniciace
Iniciace je krok, kdy se tvoří radikály mastné kyseliny. Iniciátory v živých buňkách jsou zejména reaktivní formy kyslíku (ROS), například hydroxylové radikály OH−, které se slučují s vodíkovým atomem a poskytují molekulu vody a radikál mastné kyseliny.

## Propagace
Radikál mastné kyseliny není příliš stabilní molekula, proto snadno reaguje s molekulárním kyslíkem a tvoří peroxylový radikál mastné kyseliny. Ten je také nestabilní a reaguje s dalšími molekulami mastné kyseliny, přičemž tvoří jiný kyselý radikál a lipidový peroxid nebo cyklický peroxid, pokud reagoval sám se sebou. Tento cyklus pokračuje, protože nový radikál reaguje dál stejným způsobem.

## Terminace
Při reakci radikálu vzniká vždy další radikál, proto se reakce označuje jako řetězová. Reakce se zastaví až v okamžiku, kdy dva radikály při reakci vytvoří neradikálovou molekulu. To nastane až tehdy, když koncentrace radikálů je dost vysoká, aby byla velká pravděpodobnost, že budou reagovat dva radikály mezi sebou. V živých organismech jsou různé molekuly, které urychlují terminaci zachycováním volných radikálů a chrání tak buněčnou membránu. Jedním takovým důležitým antioxidantem je vitamin E. Dalšími antioxidanty produkovanými v těle jsou enzymy superoxid dismutáza, kataláza a peroxidáza.

## Rizika
Není-li reakce dostatečně rychle ukončena, poškodí buněčnou membránu, které se skládá hlavně z lipidů. Fototerapie může takto způsobit hemolýzu roztržením membrán červených krvinek.
Konečné produkty lipidové peroxidace navíc mohou být mutagenní a karcinogenní. Například konečný produkt malondialdehyd reaguje s deoxyadenosinem a deoxyguanosinem v DNA, tvoří s nimi DNA addukty, hlavně M1G.

## Testy
Pro kvantifikaci některých konečných produktů lipidové peroxidace, konkrétně malondialdehydu (MDA), existují diagnostické testy Nejpoužívanější test se nazývá TBARS.